# 黑副叶鰕虎鱼
黑副叶鰕虎鱼（学名：Paragobiodon melanosomus）为鰕虎鱼科副叶鰕虎鱼属的鱼类。分布于印度洋的非洲东海岸马达加斯加岛至太平洋的新几内亚以及西沙群岛等，属于暖水性鱼类。其多生活于珊瑚丛中。